# エクスプレス・レール・リンクET425M形電車
エクスプレス・レール・リンクET425M形電車(エクスプレス・レール・リンクET425Mがたでんしゃ)は、2002年4月14日より営業運転を開始したエクスプレス・レール・リンクの電車である。「デジロ」シリーズの1つである。

## 概要
KLIAエクスプレスおよび支線の開業に合わせて2001年から2002年にかけて12編成(48両)が製造された。KLIAエクスプレスは8編成(32両)、支線は4編成(16両)が在籍している。
本車両は先述の通りDesiroシリーズの一種であるが、同じくシーメンスが製造しているドイツ鉄道の425形電車をベースにしており、425形との共通点は多い。

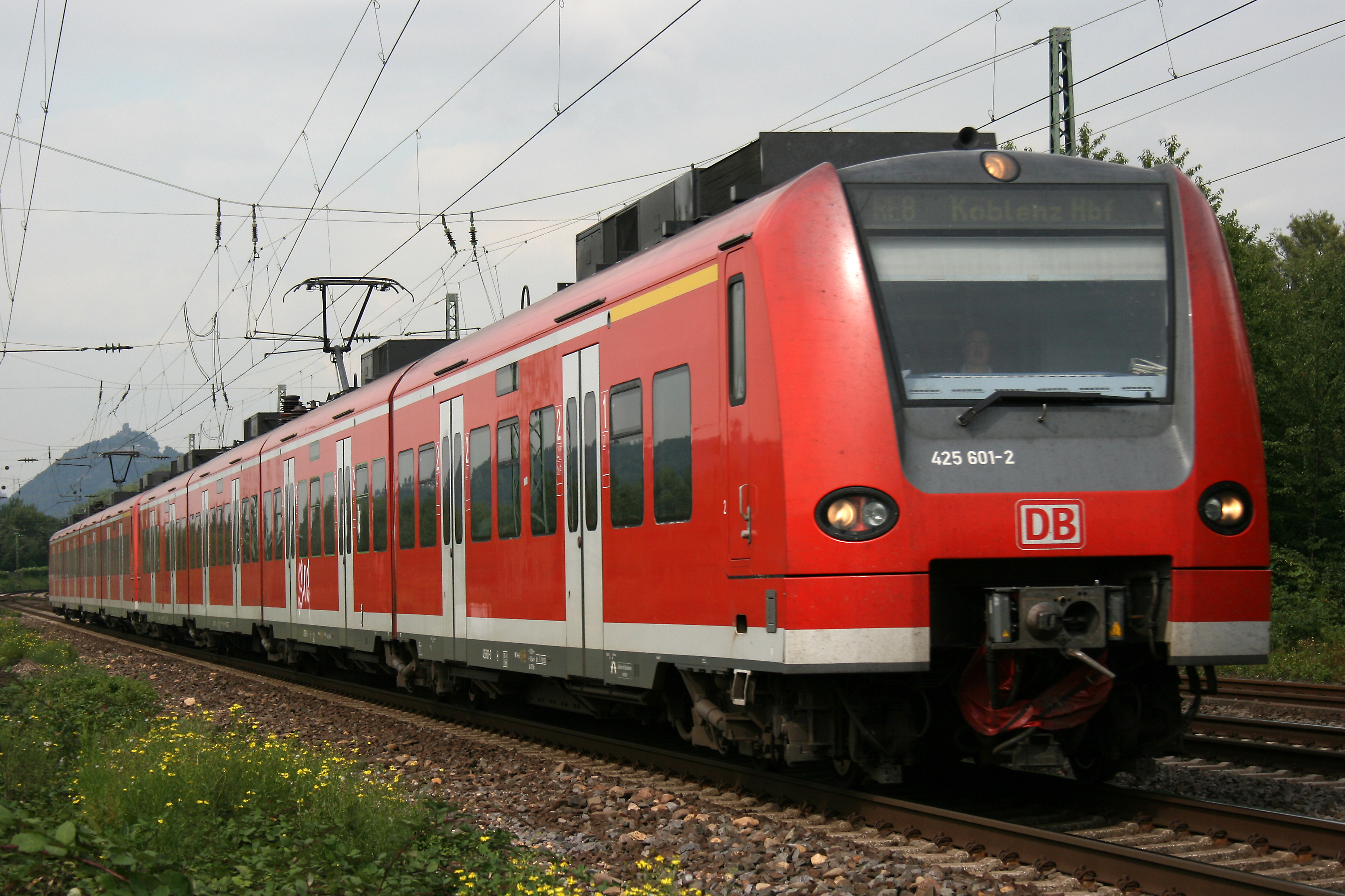
ドイツ鉄道425形

### 車体
車両は4車体5台車の連接構造で、やや低床である。構体はアルミニウム合金製の押し出し成形断面の溶接で連結されている。外部表面を出来るだけすべすべしく、隆起のところなしに保する為に窓ガラス、フレームおよび構体が互いに簡潔に接着されている。窓ガラスは二重構造の断熱材で製造されている。

### 車内
車内は灰色と白色を基調としている。座席はオールクロスシートである。車内上部にはディスプレイが設置されている。ドアは半自動式で、トイレの設備も完備している。低床構造のため、台車がある車端部にはタイヤハウスがある。

### 走行機器
制御装置は、シーメンス製「SIBAS32(シーバス32)」によるGTO-VVVFインバータ制御で、主電動機は225kW出力の全閉水冷式かご形三相誘導電動機である。台車は車輪径850mmで、枕バネは空気バネ、軸箱支持はコイルバネで構成される。